# Manilkara hexandra
Manilkara hexandra är en tvåhjärtbladig växtart som först beskrevs av William Roxburgh, och fick sitt nu gällande namn av Marcel Marie Maurice Dubard. Manilkara hexandra ingår i släktet Manilkara och familjen Sapotillväxter. Inga underarter finns listade i Catalogue of Life.

## Bildgalleri

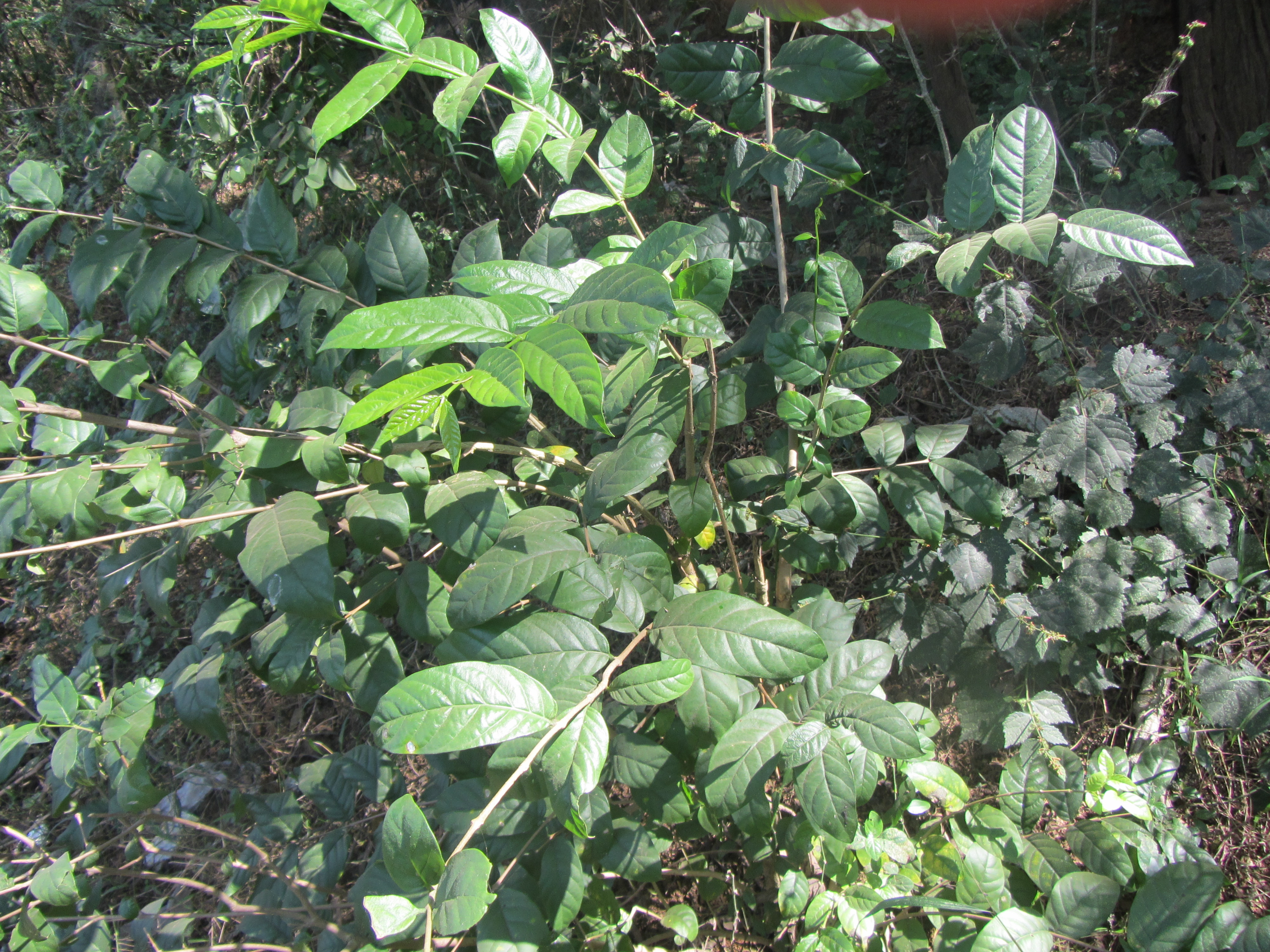
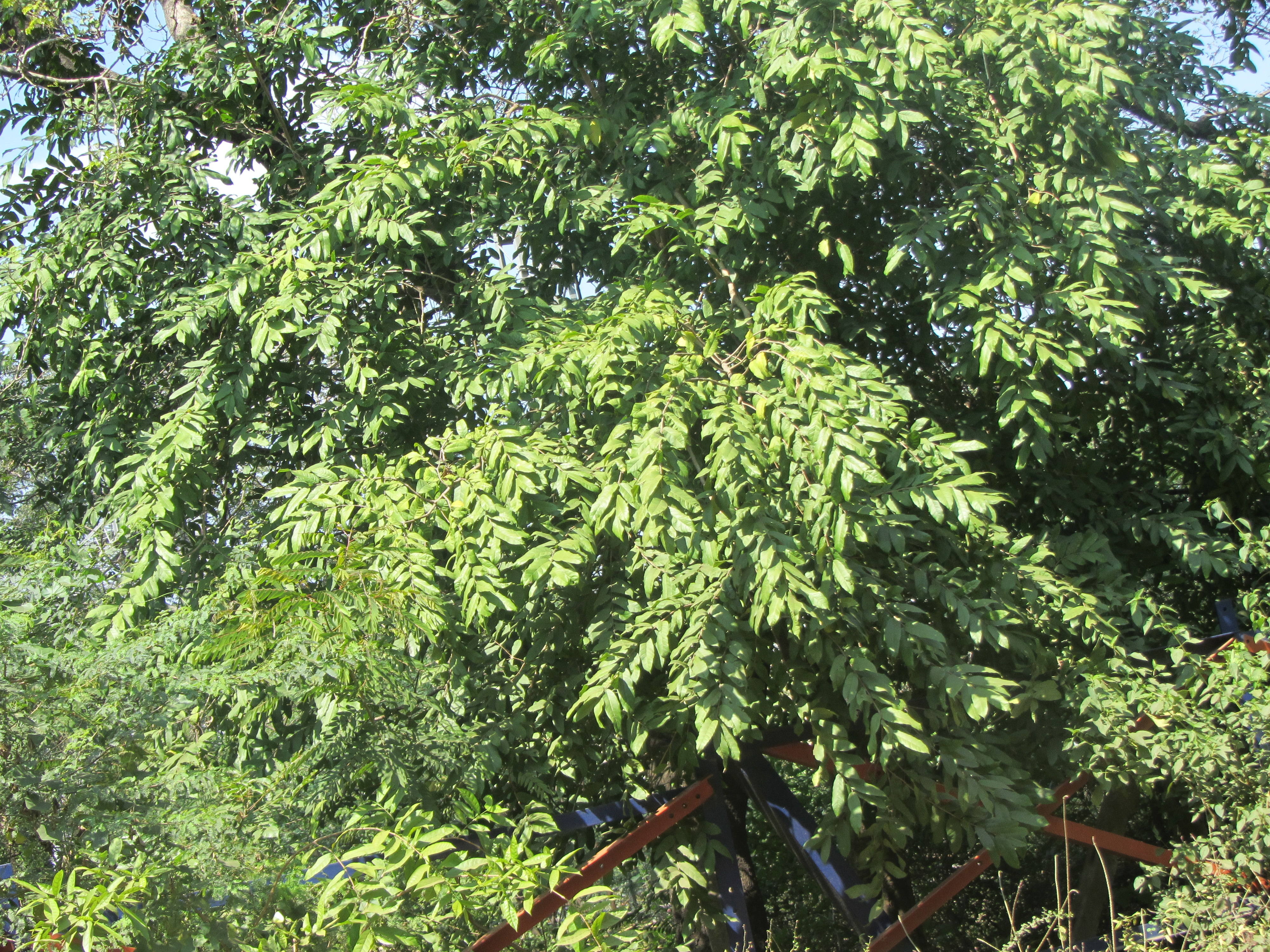
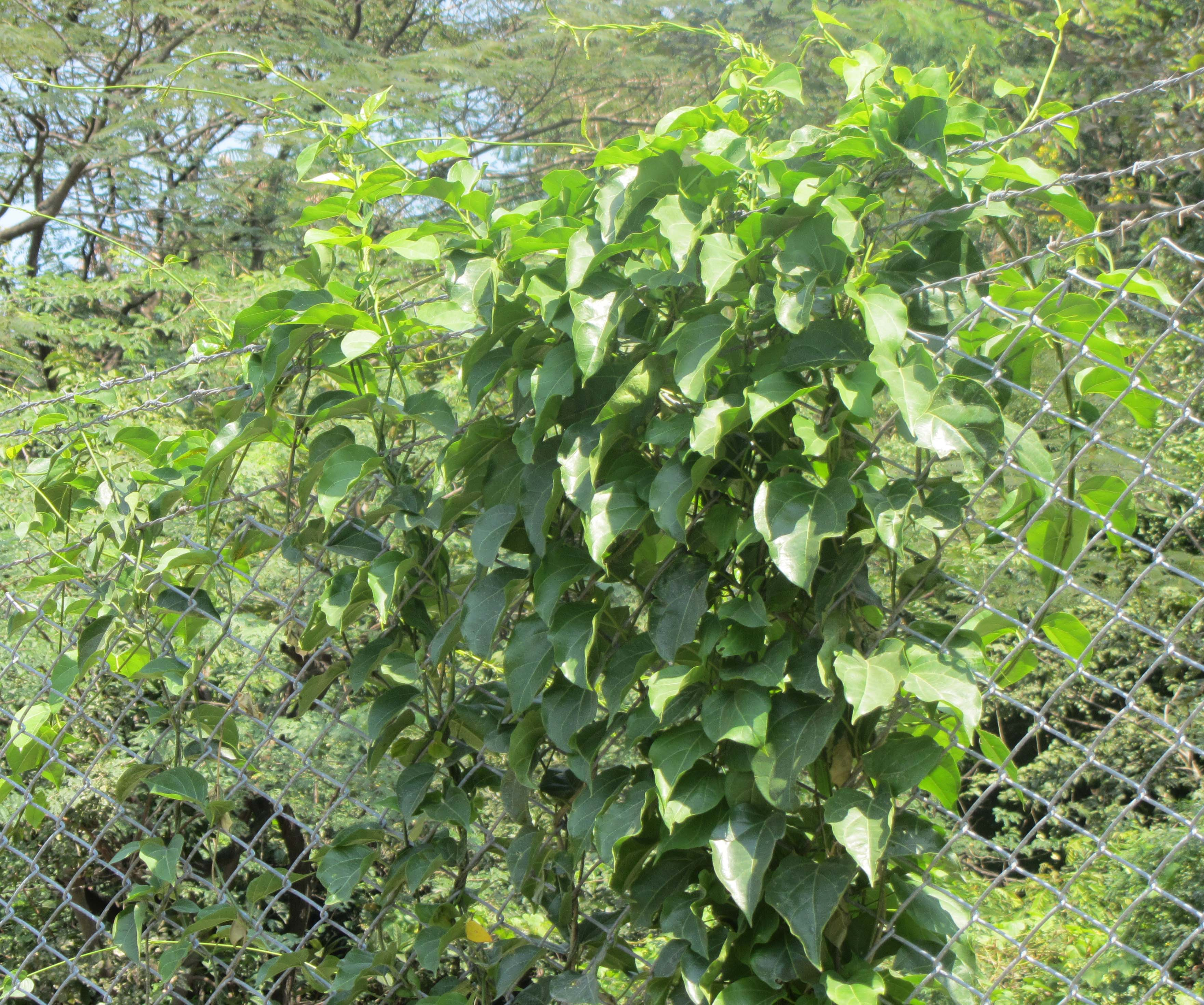
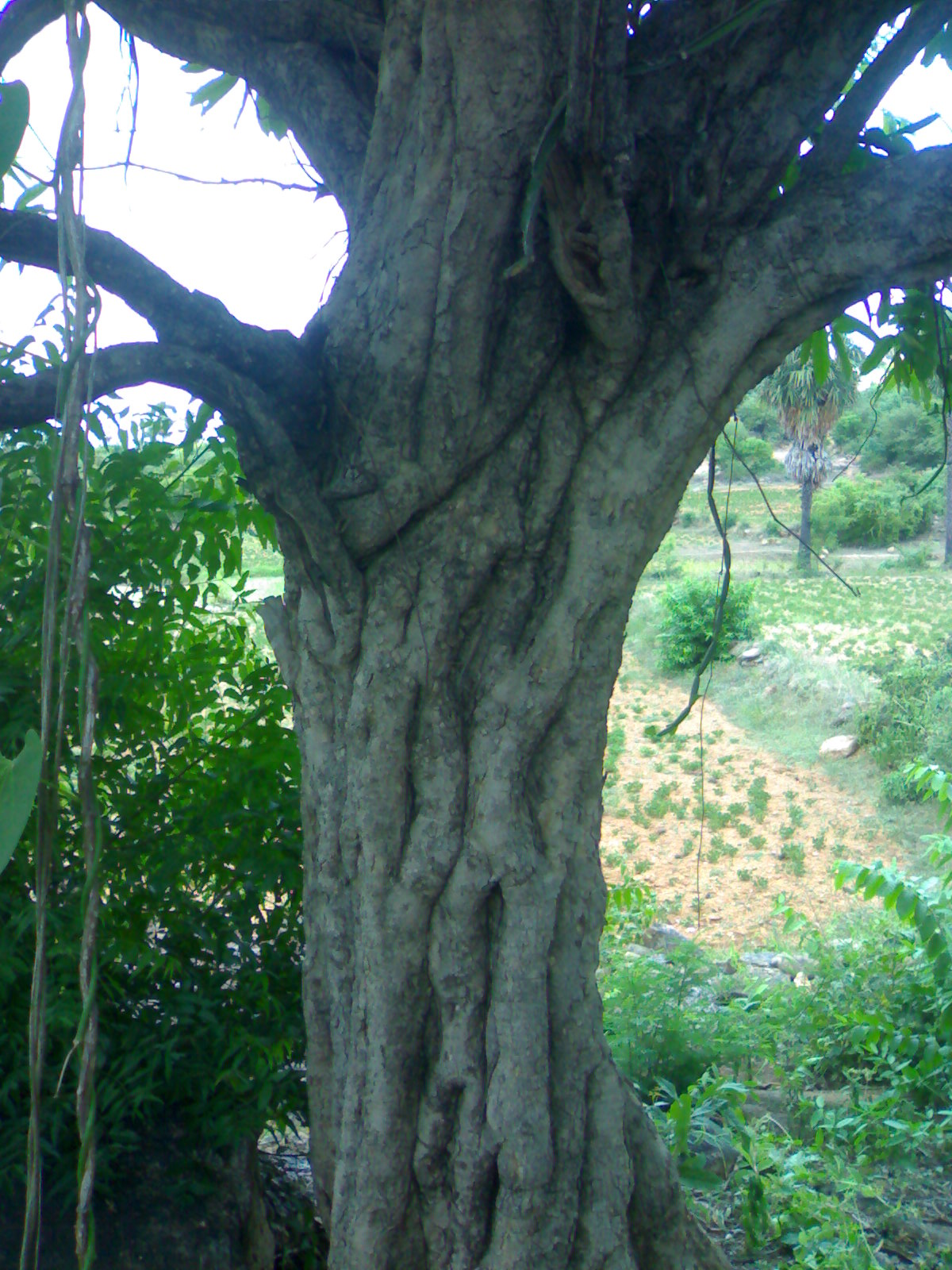
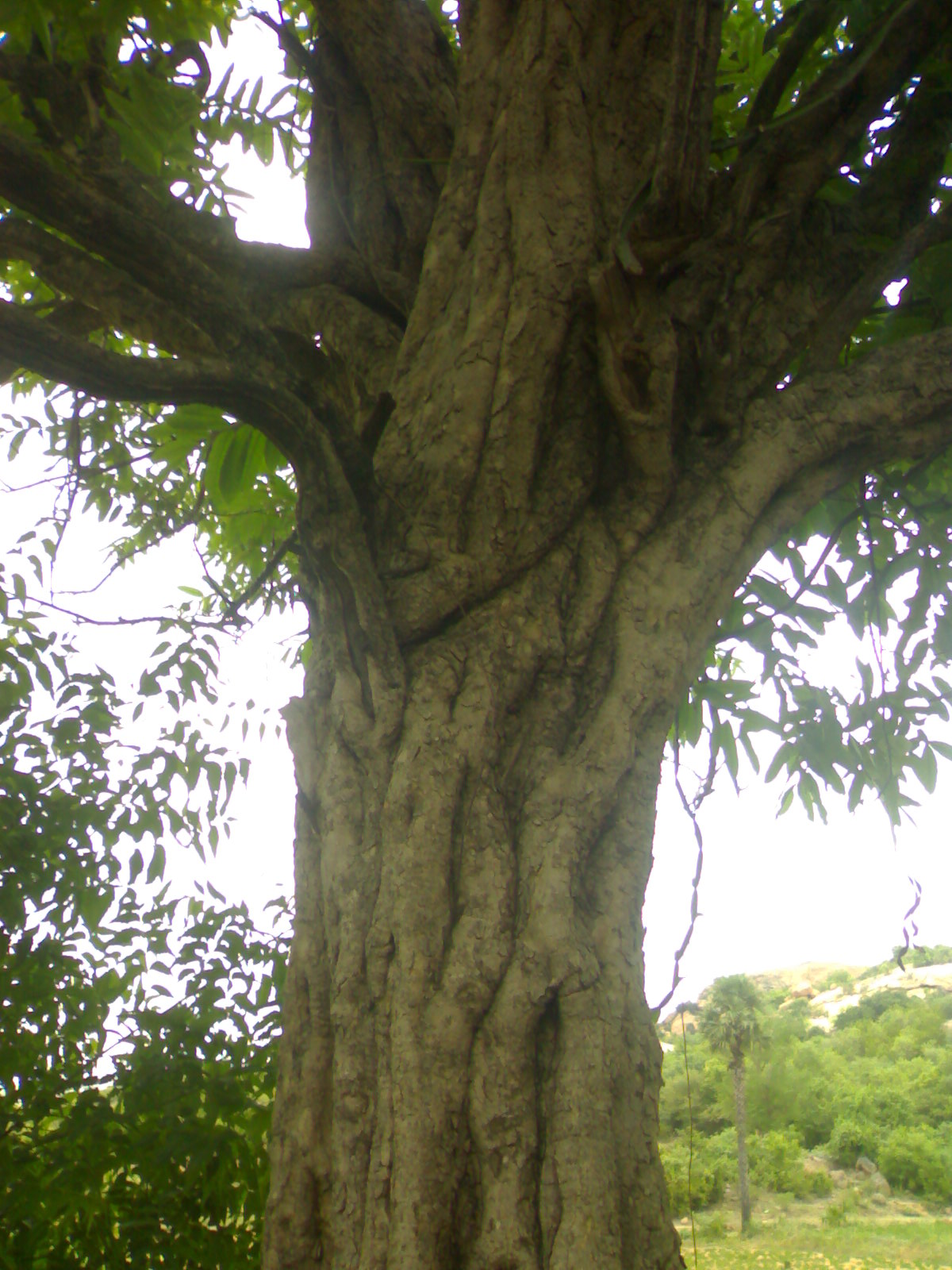